# Juraj Sopko
Juraj Sopko (10. října 1883 Ražňany – 16. prosince 1960 Bratislava) byl slovenský a československý politik a meziválečný poslanec Národního shromáždění za Slovenskou národní a rolnickou stranu, později za Republikánskou stranu zemědělského a malorolnického lidu (agrárníky).

## Biografie
V letech 1918-1920 zasedal v Revolučním národním shromáždění. V parlamentních volbách v roce 1920 získal poslanecké křeslo v Národním shromáždění za Slovenskou národní a rolnickou stranu, respektive za Republikánskou stranu zemědělského a malorolnického lidu (agrárníky), se kterou Slovenská národní a rolnická strana roku 1922 splynula.
Podle údajů k roku 1920 byl profesí rolníkem v Ňaršanech.